# WWE SmackDown
WWE SmackDown (również Friday Night SmackDown lub SmackDown) – program telewizyjny o tematyce wrestlingowej, emitowany na żywo co piątek na amerykańskiej stacji USA Network. Nazwa programu używana jest także w odniesieniu do brandu SmackDown, do którego przypisana jest część zawodników WWE. Pierwsza emisja SmackDown odbyła się 29 kwietnia 1999.
Do września 2005, SmackDown! było nadawane w czwartkowe noce; od września 2005 gale były nadawane w piątki. W styczniu 2015, SmackDown zostało ponownie przeniesione na czwartki. 19 lipca 2016, show przeniesiono na wtorkowe wieczory, zaczęto też nadawać je na żywo. W latach 1999–2006, SmackDown! emitowane było na stacji UPN, w latach 2006–2008 na The CW, w 2008–2010 na MyNetworkTV, a w 2010–2015 – na SyFy. W latach 2016–2019 SmackDown LIVE było nadawane na USA Network. W latach 2019–2024, WWE SmackDown było nadawane na FOX, zanim powróciło na USA Network od 2024 roku.
Od emisji pierwszego odcinka, WWE SmackDown produkowano z ponad 100 aren, ponad 100 miast i w dziewięciu różnych krajach (Stany Zjednoczone, Kanada, Wielka Brytania, Japonia, Włochy, Meksyk, Francja, Arabia Saudyjska i Niemcy).
Sieć WWE Network zakończyła działalność w Stanach Zjednoczonych 5 kwietnia 2021 roku, a cała zawartość została przeniesiona do Peacock, który obecnie ma większość poprzednich odcinków SmackDown, z wyłączeniem treści, które zostały ocenzurowane lub usunięte przez dział standardów i praktyk Peacock.

## Historia

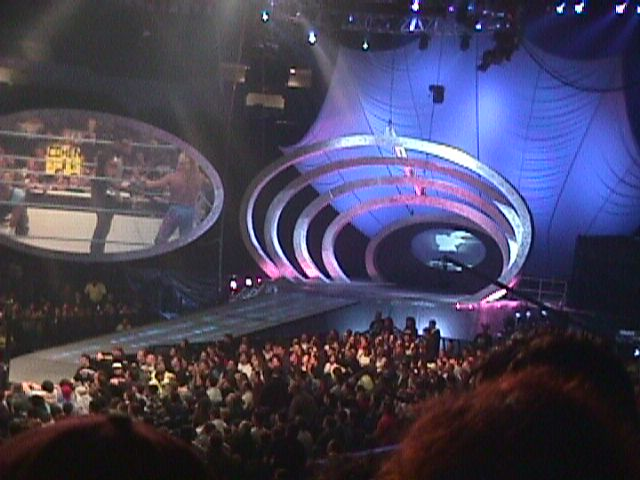
Set SmackDown!, używany w latach 1999–2001.

### Pierwotny format (1999–2002)
W skład pierwotnego setu SmackDown! wchodził owalny Titantron (tzw. „Ovaltron”) i stage, które łatwo można było odróżnić od prostokątego setu Raw. Późniejsza produkcja pozwoliła na dodanie drugiego Ovaltronu; jeden z nich umieszczono po prawej, a drugi po lewej stronie stage’u. Nazwa programu wzięła się od catchphrase’u The Rocka – „Lay the smackdown”. Sam Rock często nazywał SmackDown! „jego własnym programem”. W sierpniu 2001, show otrzymało nowe logo i set. 9 sierpnia, na ostatnim SmackDown! z owalnym setem, Rhyno wykonał Gore na Chrisie Jericho, rozbijając nim centralny ekran i część setu. W następnym tygodniu, SmackDown! zaprezentowało nowy set: nad wejściem zawodników umieszczono pięść „rozbijającą” szkło.

### Podział na brandy (2002–2005)

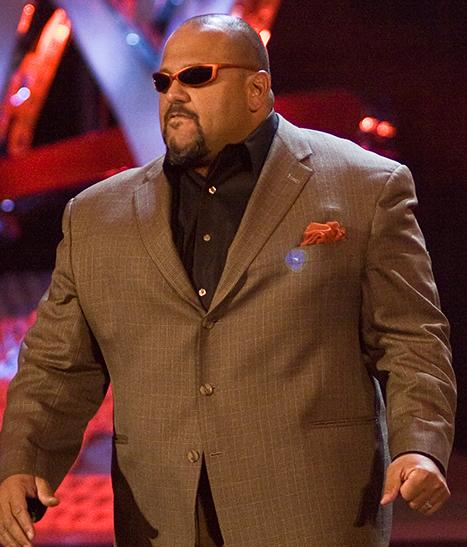
Tazz – komentator SmackDown w latach 2002–2006 i 2008–2009.

W 2002 roku, WWF postanowiło podzielić swoich zawodników na dwa brandy. Brandy miały otrzymać własne programy, gale, storyline’y i zarząd. Pierwszy „WWE Draft” odbył się na Raw, 25 marca 2002. Każdy wrestler WWF został przypisany do Raw lub SmackDown!. 5 maja 2002, WWF zmieniło nazwę federacji na World Wrestling Entertainment (WWE).
Wrestlerzy mogli występować tylko na przypisanej tygodniówce, a jedynymi wyjątkami od tej zasady byli posiadacze WWE Undisputed Championship i Women’s Championship. W sierpniu 2002, WWE Undisputed Champion Brock Lesnar odmówił obrony tytułu na Raw, podpisując ekskluzywny kontrakt z brandem SmackDown. Ponieważ WWE Undisputed Championship stało się ekskluzywne dla SmackDown!, straciło wyraz „undisputed” w nazwie. Niedługo później, WWE Women’s Championship i World Heavyweight Championship stały się ekskluzywne dla Raw. Co roku odbywał się nowy WWE Draft, podczas którego brandy wymieniały się zawodnikami.
Podczas Brand Lottery w 2005, WWE Champion John Cena został przeniesiony ze SmackDown do Raw, zaś World Heavyweight Champion Batista przeszedł z Raw do SmackDown.
Jesienią 2005, transmisja SmackDown została przeniesiona z czwartkowych wieczorów na piątki. Wkrótce zaczęto też używać nazwy „Friday Night SmackDown!”.
W styczniu 2006, Batista zrezygnował z World Heavyweight Championship z powodu kontuzji tricepsu. Generalny Menedżer SmackDown Theodore Long ogłosił Battle Royal o zawieszony tytuł. Walkę wygrał Kurt Angle, ówczesny członek brandu Raw. Po zwycięstwie, Angle został przeniesiony do SmackDown.
9 czerwca 2006, komentator Tazz opuścił brand SmackDown i dołączył do ECW. Do stołka komentatorskiego SmackDown dołączył JBL. JBL porzucił posadę komentatora w grudniu 2007. Zastąpił go Jonathan Coachman. Rok później, WWE zwolniło Coachmana i zastąpiło go Mickiem Foleyem.

### Zmiany kanałów telewizyjnych (2006–2010)

#### The CW (2006–2008)

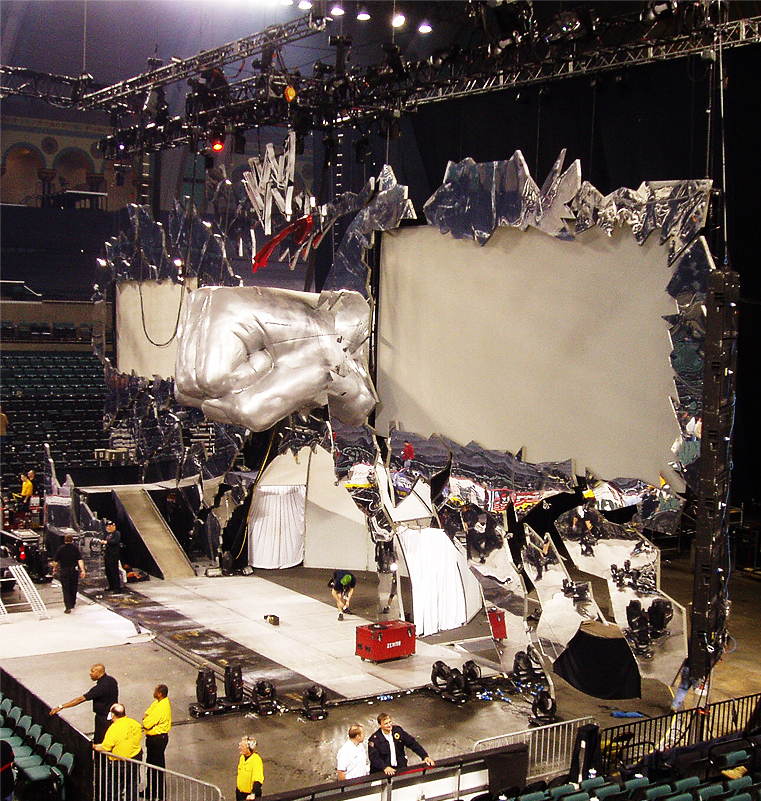
Set SmackDown z pięścią nad wejściem, używany w latach 2001–2008.

22 września 2006, Friday Night SmackDown zadebiutowało na The CW.
16 października 2007 ogłoszono, że brandy SmackDown i ECW będą mogły zapożyczać swoich zawodników, przez co wrestlerzy ze SmackDown mogli pojawiać się na ECW i vice versa. Zaczęto też transmitować ECW na żywo z miejsc nagrań SmackDown.
W czerwcu 2008, Jim Ross stał się nowym komentatorem SmackDown, podczas gdy Michael Cole został przeniesiony na Raw. Podczas WWE Draft Lottery w 2008, CM Punk został przeniesiony na Raw, po czym zdobył World Heavyweight Championship, dotychczas należące do brandu SmackDown. WWE Champion, Triple H, został przeniesiony do niebieskiego brandu, zaś ECW Champion, Kane, trafił do brandu Raw. Rok później, po kolejnym drafcie, WWE Championship powróciło na Raw, a World Heavyweight Championship – na SmackDown.
W sierpniu 2008, Tazz powrócił do stołku komentatorskiego SmackDown, lecz zrezygnował z posady kilka miesięcy później i został zastąpiony przez Todda Grishama. Również w 2008, do SmackDown wprowadzono WWE Divas Championship, odpowiednik ekskluzywnego dla Raw Women’s Championship. Pierwszą posiadaczką tytułu została Michelle McCool.

#### MyNetworkTV (2008–2010)
Friday Night SmackDown zadebiutowało na MyNetworkTV 3 października 2008. W specjalnym odcinku tygodniówki wzięli udział nie tylko wrestlerzy SmackDown, lecz również członkowie brandów Raw i ECW. SmackDown otrzymało też nowy motyw muzyczny.
Podczas WWE Draftu 2009, brandy Raw i SmackDown ponownie wymieniły się mistrzami. WWE Championship, WWE Divas Championship i WWE United States Championship stały się mistrzostwami ekskluzywnymi dla Raw, zaś World Heavyweight Championship, WWE Women’s Championship i WWE Intercontinental Championship stały się ekskluzywne dla SmackDown.
15 września 2009, WWE Home Video wydało DVD zatytułowane The Best of SmackDown 10th Anniversary. DVD zawierało kompilację najważniejszych momentów w dziesięcioletniej historii niebieskiej tygodniówki.
19 kwietnia 2010, erupcja wulkanu w Islandii spowodowała paraliż lotniczy w Europie, przez co przebywający w Irlandii Północnej wrestlerzy Raw zmuszeni byli pozostać w Europie. Aby Raw mogło się odbyć, wrestlerzy z brandu SmackDown „przejęli” Raw na jedną noc. Jedyne w historii federacji „Monday Night SmackDown” zaliczane jest do odcinków specjalnych Raw.

### NBCUniversal (2010–2019)

#### Syfy (2010–2015)

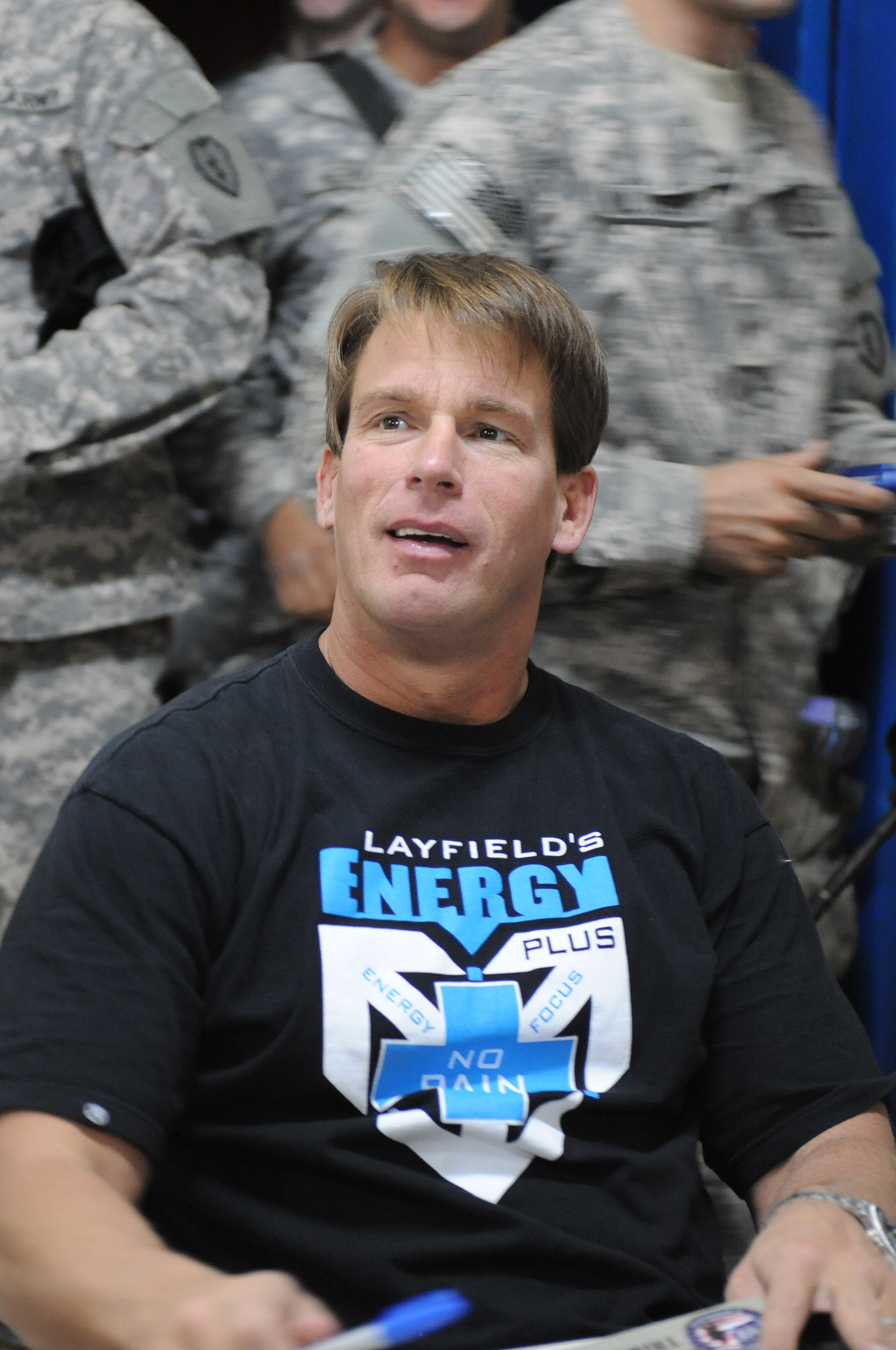
John „Bradshaw” Layfield (JBL) – komentator SmackDown w latach 2006–2007, 2012–2015 i 2016–2017

12 kwietnia 2010 ogłoszono, że SmackDown zostanie przeniesione z MyNetworkTV na Syfy. Pilotażowy, transmitowany na żywo odcinek SmackDown na Syfy odbył się 1 października 2010. Premiera SmackDown na Syfy była poprzedzona specjalnym „pre-game” show prowadzonym przez Michaela Cole’a. W lutym 2011, Booker T powrócił na SmackDown jako komentator, zastępując Matta Strikera.
30 sierpnia 2011, podczas specjalnego odcinka na żywo ogłoszono, że wrestlerzy z Raw będą mogli pojawiać się co tydzień na SmackDown i vice versa. Spowodowało to połączenie dwóch brandów i zniesienie podziału.
14 października 2011 na SmackDown (odcinek 635), WWE poinformowało, że tygodniówka stała się drugim najdłuższym pod względem ilości odcinków programem w historii amerykańskiej telewizji (tuż przed Monday Night Raw). 1 kwietnia 2012, na WrestleManii 28, John Laurinaitis stał się Generalnym Menedżerem Raw i SmackDown po tym, jak jego drużyna pokonała drużynę Teddy’ego Longa. Jednakże 17 czerwca 2012 został on zwolniony przez Vince’a McMahona. Jego posadę przejął Booker T. Również w 2012, do stołka komentatorskiego dołączyli Josh Mathews i John Layfield. 18 stycznia 2013, SmackDown świętowało premierę 700. odcinka. W lipcu 2013, rolę Bookera T przejęła Vickie Guerrero; rok później została zwolniona przez The Authority (Triple H i Stephanie McMahon). 10 października 2014 odbył się specjalny odcinek SmackDown, celebrujący 15-lecie istnienia tygodniówki.

##### Powrót na czwartkowe noce (2015)
6 listopada 2014, WWE ogłosiło przeniesienie SmackDown z piątków na czwartki. Przesunięcie emisji gal na czwartki miało zachęcić młodszą widownię do oglądania Syfy, a także zachęcić reklamodawców do puszczania droższych reklam promujących własne produkty oraz filmy, czego zazwyczaj nie robi się w weekendy. Ostatnie SmackDown wyemitowane w piątek zebrało oglądalność 2.43 miliona widzów.
Po nadaniu finałowego Friday Night SmackDown, John „Bradshaw” Layfield opuścił tygodniówkę na rzecz komentowania Raw. Jego miejsce zajął komentator Raw – Jerry Lawler. Wkrótce do stołka komentatorskiego niebieskiej tygodniówki dołączył Byron Saxton. W styczniu 2015, show otrzymało lowe logo i grafiki.
W 2015, Byron Saxton opuścił SmackDown na rzecz komentowania Raw wraz z Colem i Layfieldem, pozostawiając jedno wolne miejsce przy stołku komentatorskim. Sporadycznymi komentatorami niebieskiej tygodniówki stali się Tom Phillips, Jimmy Uso, Rich Brennan i Booker T.

#### USA Network (2016–2019)
4 listopada 2015, WWE potwierdziło, że począwszy od 7 stycznia 2016, SmackDown będzie nadawane na USA Network. W styczniu, dotychczas wolne miejsce komentatorskie zajął Mauro Ranallo, który stał się głównym komentatorem tygodniówki. Booker T został zastąpiony przez Byrona Saxtona.
W maju 2016 ogłoszono przywrócenie podziału federacji na brandy z powodu silnego i licznego rosteru oraz ogłoszono, że SmackDown będzie transmitowane na żywo we wtorki. Zmiany miały obowiązywać od 19 lipca.
11 lipca, Vince McMahon powołał Shane’a na stanowisko komisarza tygodniówki SmackDown, zaś Stephanie – na stanowisko komisarza tygodniówki Raw. 18 lipca, Mick Foley został wybrany przez Stephanie na stanowisko Generalnego Menedżera Raw, zaś Daniel Bryan został wyznaczonym przez Shane’a Generalnym Menedżerem SmackDown. 19 lipca odbył się pierwszy od pięciu lat WWE Draft, w wyniku którego, do SmackDown przypisano 26 zawodników WWE.

### Fox (2019–2024)
26 czerwca 2018 roku, Fox ogłosił pięcioletnią umowę na emisję SmackDown w ramach umowy o wartości 205 milionów dolarów rocznie. SmackDown zadebiutowało 4 października 2019 roku, a jego pierwszym odcinkiem był specjalny odcinek z okazji 20. rocznicy. Odcinek ten oznaczał również powrót SmackDown na piątkowe noce i powrót programów WWE do Fox po raz pierwszy od czasu wyemitowania przez sieć 14 listopada 1992 odcinka Saturday Night’s Main Event. Umowa pojawiła się, gdy poprzednia umowa WWE z USA Network na emisję zarówno SmackDown, jak i WWE Raw miała wygasnąć, a Fox coraz bardziej kładł nacisk na programy sportowe na żywo i rozrywkę nieskryptowaną w następstwie zbliżającej się sprzedaży swojego studia domowego dla Disney. Fox miał nadzieję, że przejmie Raw dla sieci Fox i SmackDown dla FS1. Jednak w sytuacji konkurencyjnej licytacji NBCUniversal skoncentrowało swoje wysiłki na odnowieniu Raw, uwalniając Fox do ścigania SmackDown. W szczególności Fox obiecał większą promocję SmackDown podczas programów sportowych, a także program studyjny zorientowany na WWE (WWE Backstage) na FS1.
Od 13 marca 2020 roku wszystkie gale z tour WWE zostały odwołane na czas nieokreślony z powodu pandemii COVID-19, a SmackDown, Raw i pay-per-view były transmitowane ze studia w WWE Performance Center w Orlando na Florydzie bez rozpoczynającej się publiczności tej nocy. W następnym odcinku gościnnym komentatorem był Triple H oraz prezentacja Elimination Chamber matchu o mistrzostwo SmackDown Tag Team z tytułowej gali pay-per-view w poprzednią niedzielę. 17 sierpnia WWE ogłosiło, że SmackDown, Raw i pay-per-view zostaną przeniesione z Performance Center do „WWE ThunderDome” w Amway Center w Orlando, zaczynając od SmackDown z 21 sierpnia. Program był nadal nadawany za zamkniętymi drzwiami drzwi, ale z wirtualną publicznością i ulepszoną produkcją na arenie. WWE powróciło do hostingu i trasy zarówno dla brandów SmackDown, jak i Raw w czerwcu 2021 roku.
Od czasu przeprowadzki do Fox, SmackDown był czasami przenoszony do FS1 z powodu konfliktów z innymi programami Fox Sports nadawanymi w godzinach największej oglądalności, szczególnie po sezonie Major League Baseball. W jednym przypadku w październiku 2019 roku w związku z World Series godzinna wersja odcinka została wyemitowana w stacji Fox w następną niedzielę po południu.
W związku z wydarzeniem Money in the Bank 2023, które odbyło się w The O2 Arena w Londynie w Anglii 1 lipca, odcinek SmackDown z 30 czerwca 2023 roku odbył się w tym samym miejscu i po raz pierwszy był transmitowany na żywo w BT Sport w godzinach największej oglądalności. W 2024 roku program po raz pierwszy wyemitował odcinki z innych krajów w połączeniu z innymi PPV WWE, w tym 3 maja dla Backlash France (LDLC Arena w Décines-Charpieu, Lyon, Francja), 24 maja dla King and Queen of the Ring (Jeddah Super Dome w Dżuddzie, Arabia Saudyjska) i 31 sierpnia dla Bash in Berlin (Uber Arena w Berlinie, Niemcy).

### Powrót na USA Network i globalne przejście na Netflix (2024–obecnie)
21 września 2023 roku ogłoszono, że SmackDown powróci do USA Network w październiku 2024 roku, po wygaśnięciu kontraktu WWE z Fox. Zgłoszono, że wartość umowy z NBCUniversal wyniesie 1,4 miliarda dolarów w ciągu pięciu lat, co oznacza wzrost w porównaniu z poprzednią umową. W ramach umowy WWE będzie produkować cztery programy specjalne dla NBC rocznie; Te specjalne wydarzenia zostały później ujawnione jako drugie odrodzenie Saturday Night’s Main Event, które miało swoją premierę w NBC w grudniu 2024 roku. 
Pierwotną datą powrotu SmackDown do USA Network był 4 października 2024 roku, piąta rocznica premiery na Fox, jednak Fox pierwotnie planował przenieść ostatnie trzy odcinki SmackDown do FS1, aby pomieścić premierę Fox College Football w poprzednim przedziale czasowym. 9 maja 2024 roku USA Network ogłosiło za pośrednictwem X, że SmackDown zamiast tego przeniesie się do USA Network od 13 września, potwierdzając, że SmackDown pozostanie w piątki. Jednak 20 grudnia 2024 roku ogłoszono, że SmackDown zostanie rozszerzony do trzech godzin, począwszy od 3 stycznia 2025 roku.
Ponieważ Netflix nabył prawa do programów WWE poza Stanami Zjednoczonymi od stycznia 2025 roku, Oczekuje się, że odcinek SmackDown z 3 stycznia będzie tymczasowo transmitowany na YouTube na całym świecie, podczas gdy oficjalny debiut SmackDown w serwisie Netflix rozpocznie się 10 stycznia.

## Produkcja

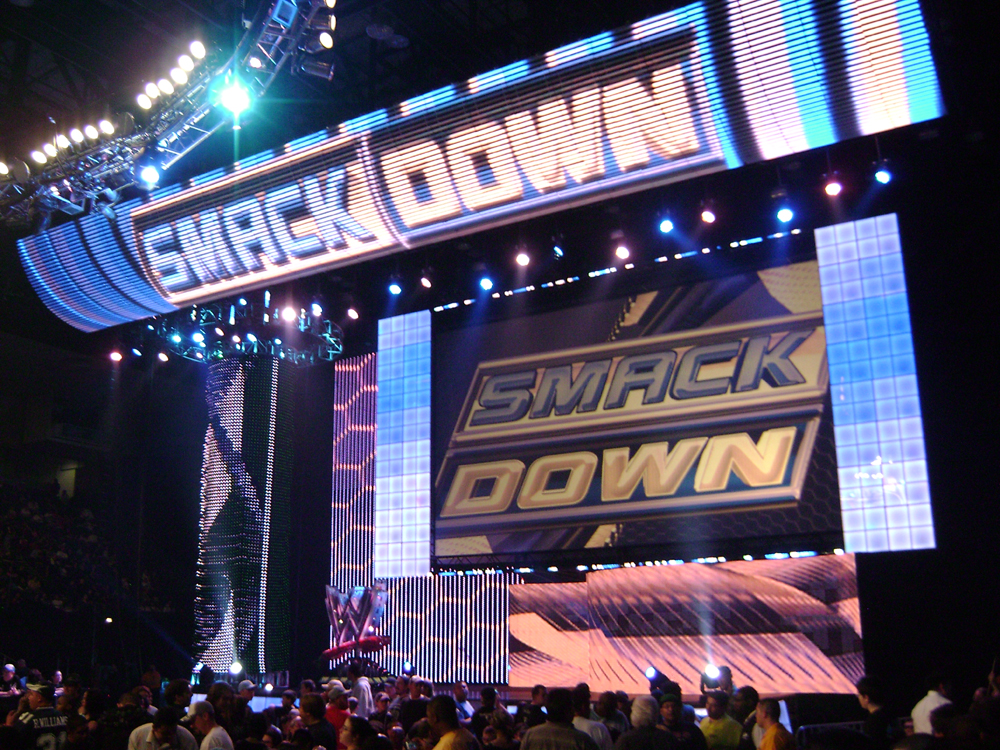
Pierwsza wersja setu HD SmackDown, który był używany od 25 stycznia 2008 do 15 lipca 2011.

Przed wprowadzeniem cotygodniowych odcinków na żywo w lipcu 2016, WWE nagrywało odcinki SmackDown we wtorkowe wieczory; nagrany odcinek transmitowany był w czwartek tego samego tygodnia. Okazjonalnie, SmackDown nadawane było na żywo we wtorkowe noce.
W 2008, WWE przeszło na format HD, a WWE ujednoliciło styl stage’u wszystkich cotygodniowych programów, każda jednak prezentowała własne barwy. Po pierwszym odcinku HD, wykrzyknik z loga i nazwy tygodniówki został wycofany. 3 sierpnia 2012, show zaczęło korzystać z nowszej wersji uniwersalnego setu HD, bliźniaczo podobnego do setu Raw. Od 2014, wszystkie grafiki SmackDown prezentują nowe logo WWE, wprowadzone przy starcie WWE Network. W 2015, zwrócona do kamery strona apronu ringowego została zastąpiona panelem LEDowym. W 2015, WWE odświeżyło wygląd loga i grafik niebieskiej tygodniówki. W lipcu 2016, wraz z przejściem na transmisję na żywo, show zmieniło nazwę na SmackDown Live oraz otrzymało nowy set, logo, grafiki i motyw muzyczny. Przez kolejne lata WWE zmieniało wygląd setu kilkukrotnie.
W latach 1999–2012, liny ringu SmackDown zazwyczaj były niebieskie (przez pewien czas w 2001 i 2002 były czarne). W 2012, niebieskie liny ringu zostały zastąpione białymi. Po drugim podziale brandów w 2016, WWE przywróciło niebieskie liny ringowi SmackDown. Od 2012 do 2015, przez cały miesiąc październik kolor lin tygodniówek WWE zmieniany był na różowy. Zmiana koloru symbolizowała współpracę federacji z Susan G. Komen for the Cure – organizacją charytatywną pomagającą chorującym na raka piersi.
Ze względu na pandemię COVID-19 wszystkie programy WWE zawiesiły występy koncertowe od połowy marca 2020 roku do połowy lipca 2021 roku. Wszystkie transmisje SmackDown były kręcone za zamkniętymi drzwiami bez udziału widzów, początkowo z WWE Performance Center w Orlando, wcześniej powrót do scenerii areny z zamkniętym planem znanym jako „ThunderDome” – który obejmował produkcję na większą skalę, bardziej nawiązującą do występów objazdowych, ale z wirtualną publicznością wyświetlaną na trybunie zbudowanej z tablic wideo. Wraz z powrotem do występów na żywo w lipcu 2021 roku, zarówno na SmackDown, jak i Raw, przyjęto nową uniwersalną scenę z ekranem LED o wysokiej rozdzielczości i coraz większym wykorzystaniem grafiki rzeczywistości rozszerzonej w produkcji telewizyjnej. We wrześniu 2021 roku ringowe zmieniły kolor z niebieskiego na biały, co znalazło również odzwierciedlenie na Raw. 22 listopada roku wprowadzono zaktualizowaną wersję logo 2019 wraz z nową grafiką. Piosenka przewodnia została zmieniona na „Are You Ready?” przez AC/DC, która pozostała piosenką przewodnią do 21 października 2022 roku, kiedy to została zmieniona na „Nobody Better Than Me” przez def rebel, artystę stojącego za wkładem muzycznym WWE do jego programu, który jest wykonywany przez Supreme Madness.
Wraz z powrotem SmackDown na USA Network, zmieniło się logo programu oraz piosenka przewodnia, którą zostało „Neva Play” autorstwa Megan Thee Stallion oraz RM.

### Motywy muzyczne
| Nazwa piosenki            | Autor/Zespół                  | Data używania                                                                                                | Odn.                 |
| ------------------------- | ----------------------------- | --- | -------------------- |
| „Everybody on the Ground” | Jim Johnston                  | 29 kwietnia 1999 – 9 sierpnia 2001                                                                           | [ 74 ]               |
| „The Beautiful People”    | Marilyn Manson                | 16 sierpnia 2001 – 15 maja 2003                                                                              | [ 74 ]               |
| „I Want It All”           | Jim Johnston                  | 22 maja 2003 – 16 września 2004                                                                              | [ 74 ]               |
| „Rise Up”                 | Drowning Pool                 | 30 września 2004 – 26 września 2008                                                                          | [ 74 ] [ 75 ]        |
| „If You Rock Like Me”     | Jim Johnston                  | 3 października 2008 – 25 września 2009                                                                       | [ 74 ]               |
| „Let It Roll”             | Divide the Day                | 2 października 2009 – 24 września 2010                                                                       | [ 74 ]               |
| „Know Your Enemy”         | Green Day                     | 1 października 2010 – 19 października 2012                                                                   | [ 74 ]               |
| „Born 2 Run”              | 7Lions                        | 26 października 2012 – 4 kwietnia 2014                                                                       | [ 74 ]               |
| „This Life”               | CFO$                          | 4 kwietnia 2014 – 9 stycznia 2015; ta wersja piosenki z Dylanem Owenem została wykorzystana jako przerywnik. | [ 74 ]               |
| „Centuries”               | Fall Out Boy                  | 10 października 2014 (tylko użyta podczas 15. rocznicy SmackDown)                                            | [ 76 ] [ 77 ] [ 78 ] |
| „Black and Blue”          | CFO$                          | 15 stycznia 2015 – 12 lipca 2016                                                                             | [ 79 ]               |
| „Take a Chance”           | CFO$                          | 26 lipca 2016 – 27 września 2019                                                                             | [ 80 ]               |
| „Victorious”              | Panic! at the Disco           | 16 października 2018 (tylko użyta podczas tysięcznego odcinka SmackDown)                                     |                      |
| „Are You Ready?”          | AC/DC                         | 4 października 2019 – 21 października 2022                                                                   | [ 81 ]               |
| „Prime Time Open”         | Jim Johnston                  | 7 maja 2021 (tylko użyta podczas Throwback SmackDown!)                                                       |                      |
| „Nobody Better Than Me”   | def rebel ft. Supreme Madness | 28 października 2022 – 6 września 2024                                                                       | [ 82 ]               |
| „Red”                     | Hardy ft. Morgan Wallen       | 8 grudnia 2023 (tylko użyta podczas Tribute to the Troops 2023)                                              | [ 83 ]               |
| „Neva Play”               | Megan Thee Stallion ft. RM    | 13 września 2024 – obecnie                                                                                   | [ 84 ]               |

Uwagi
1. ↑  Pierwsza wersja była wersją instrumentalną skomponowaną przez Jima Johnstona i została użyta dopiero 23 września 2004 roku z okazji 5. rocznicy SmackDown. Inna wersja została wykonana przez Ryana McCombsa zatytułowana „Rise Up 2006” i była używana od 24 marca 2006 roku.
2. ↑  Pogrubione tytuły piosenek są obecnie używane jako motyw otwierający.

## Specjalne odcinki
Przez całą historię istnienia SmackDown, sporadycznie emitowano odcinki specjalne. Niektóre są odcinkami poświęconymi niedawno zmarłym wrestlerom lub zawodnikom, którzy odeszli na emeryturę, inne zaś są celebracjami rocznic lub osiągnięć programu.

## Mistrzowie
Podobnie jak podczas pierwszego podziału na brandy, obecnie na SmackDown pojawiają się jedynie posiadacze mistrzostw przypisanych do tygodniówki (Undisputed WWE Championship, WWE Women’s Championship, WWE United States Championship, WWE Women’s United States Championship i WWE Tag Team Championship).
- WWE Women’s Tag Team Championship jest bronione w każdym z trzech brandów.

| Mistrzostwo                            | Obecny mistrz(owie) | Obecny mistrz(owie)                       | Panowanie | Data zdobycia        | Dni | Miejsce                     | Dodatkowe informacje                                                                                              |
| -------------------------------------- | ------------------- | ----------------------------------------- | --------- | -------------------- | --- | --------------------------- | --- |
| Undisputed WWE Championship            |                     | Cody Rhodes                               | 2         | 3 sierpnia 2025(dts) | 17  | East Rutherford, New Jersey | Pokonał poprzedniego mistrza Johna Cenę w Street Fightcie podczas drugiej nocy SummerSlam.                        |
| WWE Women’s Championship               |                     | Tiffany Stratton                          | 1         | 3 stycznia 2025(dts) | 229 | Phoenix, Arizona            | Pokonała poprzednią mistrzynię Nia Jax wykorzystując swój kontrakt Money in the Bank na odcinku SmackDown.        |
| WWE United States Championship         |                     | Solo Sikoa                                | 1         | 28 czerwca 2025(dts) | 53  | Rijad, Arabia Saudyjska     | Pokonał poprzedniego mistrza Jacoba Fatu na Night of Champions.                                                   |
| WWE Women’s United States Championship |                     | Giulia                                    | 1         | 27 czerwca 2025(dts) | 54  | Rijad, Arabia Saudyjska     | Pokonała poprzednią mistrzynię Zelinę Vegę na odcinku SmackDown.                                                  |
| WWE Tag Team Championship              |                     | The Wyatt Sicks (Dexter Lumis i Joe Gacy) | 1         | 11 lipca 2025(dts)   | 40  | Nashville, Tennessee        | Pokonali poprzednich mistrzów The Street Profits (Angelo Dawkinsa i Monteza Forda) na odcinku SmackDown.          |
| WWE Women’s Tag Team Championship      |                     | Alexa Bliss i Charlotte Flair ‡           | 2 (2, 4)  | 2 sierpnia 2025(dts) | 18  | East Rutherford, New Jersey | Pokonały poprzednie mistrzynie The Judgement Day (Raquel Rodriguez i Roxanne Perez) na pierwszej nocy SummerSlam. |